# Manoel da Conceição
Manoel da Conceição (Coroatá, 24 de julho de 1935 — Imperatriz, 18 de agosto de 2021) foi um político e ativista brasileiro, considerado um símbolo da resistência à Ditadura militar brasileira.
Em 1955, sua família foi expulsa das terras em que viviam há décadas pela viúva do antigo proprietário que tinha prometido que eles poderiam ficar naquelas terras para sempre.
Depois disso, foram morar em Bacabau do Mearim, em terras devolutas, de onde, em 1956, também foram expulsos por um latifundiário que criava gado.
Em 1958, sua família chegou à cidade de Pindaré-Mirim, município situado 177 km ao sul de São Luís.
Em 1960, participou de um curso do Movimento de Educação de Base (MEB), que tinha como temas: sindicalismo, política e cooperativismo.
Com a ajuda de outros trabalhadores rurais criaram 28 escolas com o intuito de alfabetizar os trabalhadores da região de Pindaré.
Nesse processo, ajudou a criar o primeiro sindicato de trabalhadores rurais do Estado do Maranhão, fundado em 18 de agosto de 1963, em Pindaré-Mirim, do qual seria o primeiro presidente. Em pouco tempo, o sindicato chegou a aglutinar cerca de quatro mil trabalhadores rurais.
Na época do Golpe Militar de 1964, presidia o sindicato ajudara a criar. Logo após o golpe, o Exército ocupou a sede da entidade por 60 dias, naqueles dias, cerca de duzentos trabalhadores rurais da região foram presos e depois liberados.
Apesar da repressão, em 1968, o sindicato tinha quatro mil filiados, quando, no dia 13 de julho, a polícia invadiu a subsede do sindicato em Anajá, na ocasião Conceição foi baleado na perna direita e novamente preso. Depois de seis dias na prisão, sem tratamento médico, parte da perna gangrenou e teve que ser amputada.
Na época, José Sarney, que era o governador do Maranhão, eleito pela União Democrática Nacional (UDN), lhe ofereceu vantagens materiais para que mantivesse o silêncio, mas Conceição se recusou e respondeu com uma frase que ficou famosa: “Minha perna é minha classe”.
Para recuperar-se, contou com o apoio dos seus companheiros da Ação Popular, que conseguiram recursos para a obtenção de uma prótese mecânica em São Paulo, o que tornou possível o seu retorno a Pindaré.
Mas antes de retornar à Pindaré, esteve na República Popular da China, entre 1969 e junho de 1970.
No início da década de 1970, centenas de pessoas foram presas na região de Pindaré-Mirim e, no dia 2 de janeiro de 1972, Manoel Conceição foi novamente preso, em Trufilândia, e levado para a Departamento de Ordem Política e Social (DOPS) de São Luís.
Em 24 de fevereiro, foi levado para o quartel da Polícia do Exército no bairro da Tijuca, no Rio de Janeiro, onde foi torturado. Depois foi levado para o Centro de Informações da Marinha (CENIMAR), onde foi torturado inclusive nos órgãos genitais. Após sete meses de tortura, foi levado para Fortaleza, onde foi apresentado à Auditoria Militar, em setembro de 1972.
Em maio de 1975, foi julgado na Auditoria Militar, em Fortaleza, e condenado a três anos de prisão. Depois de libertado, pois já havia ficado preso por mais de três anos na época da sentença, foi acolhido pelo arcebispo de Fortaleza, Dom Aloísio Lorscheider, então presidente da Conferência Nacional dos Bispos do Brasil (CNBB), que providenciou sua viagem para São Paulo, onde o cardeal Dom Paulo Evaristo Arns e o pastor presbiteriano Jaime Wright o internaram no Hospital Santa Catarina.
Devido à tortura, urinava através de sonda e ficou impotente por anos. Depois de um mês de tratamento no hospital, ele foi para a casa do padre Domingos Barbé, em Osasco. Na manhã de 28 de outubro de 1975, policiais o levaram para o DEOPS paulista, onde foi novamente torturado.
As torturas só foram interrompidas, porque o Papa Paulo VI enviou um telegrama ao general Ernesto Geisel, pedindo por sua vida e exigindo libertação. Desse modo, em 11 de dezembro de 1975, foi libertado e colocado sob a proteção da Anistia Internacional, que providenciou seu partida para Genebra, na Suíça, em março de 1976.
Depois de chegar em Genebra, ajudou no trabalho de estabelecer contatos entre diversos sindicalistas brasileiros que estavam exilados na Europa.
Em outubro de 1979, pouco após a publicação da Lei da Anistia, retornou ao Brasil para se engajar no processo de fundação do Partido dos Trabalhadores (PT). No momento da fundação, foi a terceira pessoa a se filiar ao partido. Foi o primeiro presidente do PT no Estado de Pernambuco, onde, em 1982, foi candidato a governador.
Em Pernambuco, ajudou a fundar o Centro de Educação e Cultura do Trabalhador Rural (CENTRU).
Em 1986, retornou ao Maranhão e foi residir em Imperatriz.
Em 1994, foi o candidato do Senado pelo Partido dos Trabalhadores (PT) no Maranhão, quando obteve 111 mil votos.
A partir do início da década de 1990, ajudou a criar:
- o Centro Nacional de Apoio às Populações Tradicionais (CNPT)
- a Reserva Extrativista do Ciriaco
- a Rede Frutos do Cerrado em vários municípios do Maranhão
- diversas cooperativas de pequenos produtores rurais no sul do Maranhão
- a União Nacional de Cooperativas da Agricultura Familiar de Economia Solidária (Unicafes)
- a Central de Cooperativas do Maranhão[2][3][4][5] [6]